# Apagón del sur de Brasil de 1999
El apagón del sur de Brasil de 1999 fue un apagón eléctrico generalizado (el más grande jamás registrado en ese momento) que comenzó en Brasil el 11 de marzo y duró hasta el 22 de junio de 1999.
El apagón afectó a São Paulo, Río de Janeiro, Minas Gerais, Goiás, Mato Grosso, Mato Grosso del Sur y Río Grande del Sur, y afectó a entre 75 y 97 millones de personas. Se inició una reacción en cadena cuando cayó un rayo a las 22 h 16 m en una subestación eléctrica en Bauru, estado de São Paulo, lo que provocó que se dispararan la mayoría de los circuitos de 440 kV de la subestación. Brasil atravesaba una grave crisis de inversiones durante 1999, que limitó el gasto en mantenimiento y ampliación de la red eléctrica. Con pocas rutas para que la energía fluya desde las estaciones generadoras a través del sistema de 440 kV (un sistema muy importante para el estado de São Paulo, que transporta electricidad generada por el río Paraná), muchos generadores se apagaron automáticamente porque no tenían carga. La mayor central eléctrica del mundo en ese momento, Itaipú, intentó soportar la carga que ya no era suministrada por las centrales de 440 kV, pero las líneas de 750 kV AC y las líneas de 600 kV DC que conectaban la planta con el resto del sistema no pudieron tomar la carga y tropezaron también.
Al sur de São Paulo, los consumidores experimentaron una sobrefrecuencia, causada porque tenían más generación que carga, principalmente porque Itaipú ahora estaba conectada sólo a este subsistema, pero ese problema fue solucionado automáticamente por todos los generadores de la zona, que redujeron sus cargas.
El resto del sistema experimentó un problema mucho mayor, una subfrecuencia, ya que el sistema tenía mucha carga y poca capacidad de generación. Algunos generadores se dispararon debido a la sobrefrecuencia, lo que agravó el problema, y luego de un rechazo automático del 35% de la carga del subsistema la subfrecuencia no desapareció. Esto provocó que el sistema se rompiera en muchos pedazos, los estados de São Paulo y Río de Janeiro se dividieron y algunas áreas permanecieron en línea. La mayor parte del sistema de Minas Gerais permaneció en línea y alimentó a la capital de Brasil, Brasilia, así como al estado de Goiás y parte de Espírito Santo.
En Río, la policía militar colocó 1.200 hombres en las calles para evitar saqueos. En São Paulo, las autoridades de tránsito anunciaron que cerraron los túneles de la ciudad para evitar robos. Más de 60.000 personas se encontraban en el metro de Río cuando se apagó la luz.
A medianoche, el suministro eléctrico comenzó a regresar a algunas zonas.